# Onychiurus sublegans
Onychiurus sublegans is een springstaartensoort uit de familie van de Onychiuridae. De wetenschappelijke naam van de soort is voor het eerst geldig gepubliceerd in 1960 door Gisin.